# Branwell Brontë
Branwell Brontë (26. června 1817 Thornton – 24. září 1848 Haworth) byl malíř, básník a hudebník, jediný syn v rodině Brontëových, bratr spisovatelek Charlotte, Emily a Anne Brontëových.

## Život

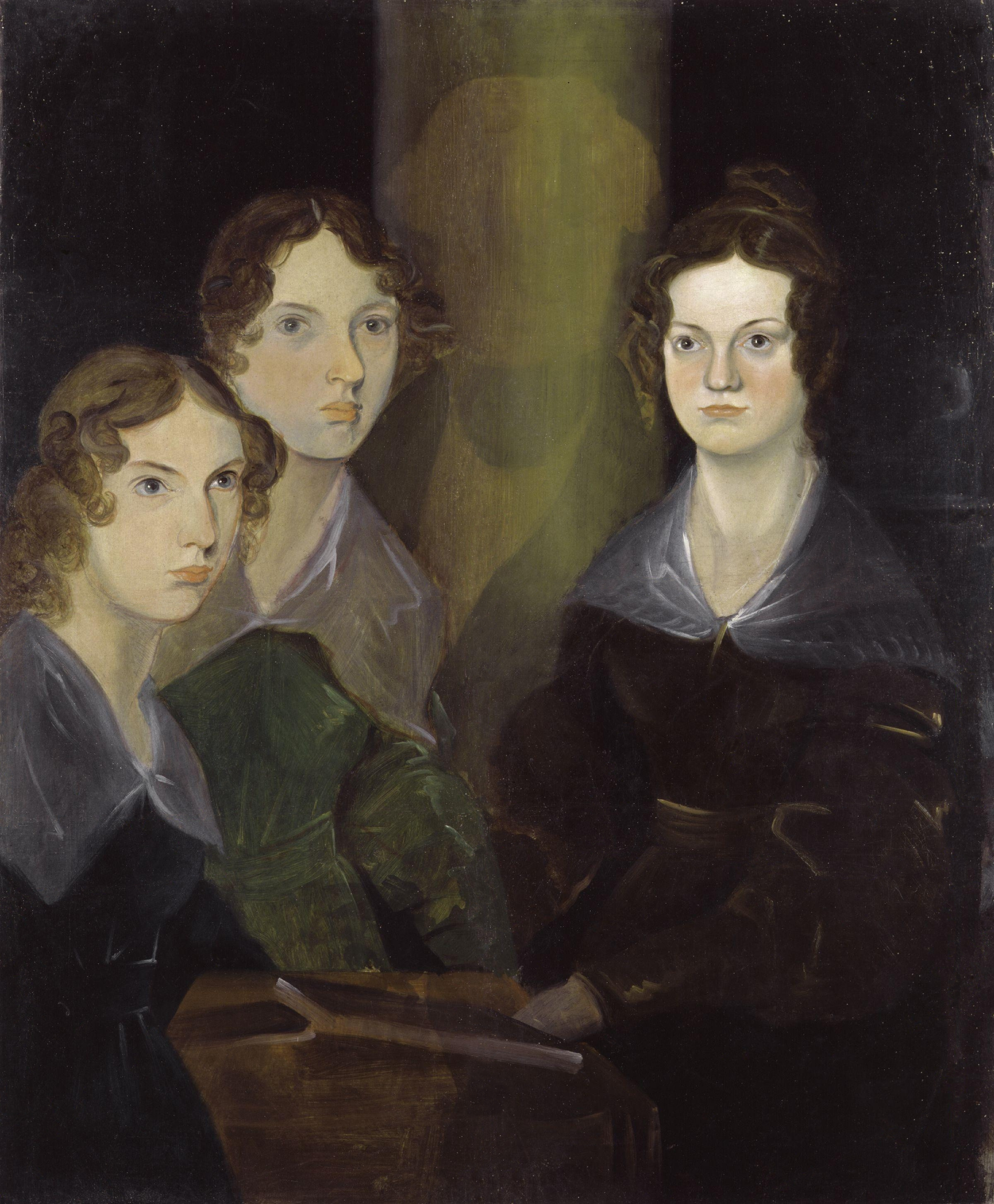
Sourozenci Brontëovi- Branwell se namaloval uprostřed a později vymazal

Narodil se jako čtvrté ze šesti dětí a zároveň jediný syn chudého irského pastora anglikánské církve, Patricka Brontëho (1777–1861), naturalizovaného v hrabství Yorkshire, a jeho ženy Marie Branwell Brontëové (1783–1821). Matka mu zemřela, když mu byly 4 roky. Byl vzděláván jen krátce v místní základní škole v Haworthu. Doma ho vyučoval otec, klasické vzdělání zahrnovalo převážně literaturu, cizí jazyky, v domě Brontëových působili také soukromí učitelé a učitelky, vyučovala se malba, kresba a hudba. Branwell byl kromě literárního talentu, schopnosti překládat z latiny (přeložil Horatia) a výtvarného nadání také dobrým klavíristou a varhaníkem. Jeho výtvarné ambice převládly. Mistrně kolorovanými kresbami portrétoval své sestry a zachytil prostředí rodného domu a krajinu Yorkshire. Do roku 1839 se živil jako malíř-portrétista v městečku Bradford. Spekuluje se o průběhu jeho londýnském pobytu, který měl využít ke studiu na malířské akademii, ale nestudoval. Příčiny bývají spatřovány v jeho studu introverta a v alkoholismu (peníze na školné propil).

## Smrt
Vedl sebeničící život, pramenící jednak z deziluze z rodinného utrpení (chudoby, smrti dvou sester), z neúspěšné profesní kariéry a z vlastních zdravotních problémů: k chronické bronchitidě s ustavičnými záchvaty kašle se pravděpodobně přidala tuberkulóza, kterou trpěly také jeho sestry. Brzy kromě alkoholu propadl závislosti na užívání opia Laudanum, které je 10% lihovou tinkturou morfinu a kodeinu. V Branwellově době se prodávalo bez lékařského předpisu, drogová závislost uživatelů byla popsána až později. Otec Patrick přežil všechny své děti.

## V kultuře
- Branwellův rozháraný život a předčasnou smrt popsala spisovatelka Daphne du Maurier v románu, do češtiny byl přeložen pod titulem Přízračný svět Branwella Brontëa.
- Francouzský film Sestry Bronteovy (Les Sœurs Brontë) (1979)
- Americký film Oddanost (Devotion) (1946)
- Britský televizní film Procházet se neviditelní (To Walk Invisible: The Brontë Sisters) (2016)